# June Conquest
Pour les articles homonymes, voir Conquest.
June Conquest, de son vrai nom Marlene Teasley, née à Chicago (Illinois, États-Unis), est une chanteuse américaine de soul et de rhythm and blues.
Le célèbre producteur Rick Hall lui donne sa chance en 1964 sur son label Fame avec un premier 45 tours simple comprenant « Almost Persuaded » et « Party Talk ».
En 1967, Curtis Mayfield produit son deuxième 45 tours simple composé de « Take Care » et « All I Need » pour le label Windy.
En 1968, un troisième 45 tours simple est publié chez Curtom Records avec « What's This See » et « No One Else ».
En 1969, Donny Hathaway fait ses débuts en duo avec June Conquest avec le 45 tours simple chez Curtom Records, composé de « I Thank You Baby », écrit et produit par Curtis Mayfield et Donny Hathaway.